# Östgötabygdens Tidning
Östgötabygdens Tidning var en dagstidning utgiven 17 november 1930 till 31 december 1956.
Tidningens fullständiga titel var 1931-1956 Östgötabygdens Tidning / Nyhets och Annonsblad för Östgötabygden samt Skeninge stad.

## Redaktion
Redaktionsort  var hela tiden Skänninge. Politiska tendensen i tidningen var för bondeförbundet 1930 till 1948 och sedan folkpartistisk från  1949 till 1956. Tidningen gavs ut tre dagar i veckan måndag onsdag och fredag på eftermiddagen. Föregångaren till tidningen hette Skeninge-Bygden.
| Period                 | Ansvarig utgivare    | Period                 | Redaktör          | Kommentar                                                                   |
| 1930-10-24--1941-06-06 | Frid, Sven Lars      | 1930-11-17--1940-11-22 | Frid, Sven        | redaktionssekreteraren                                                      |
| 1941-06-09--1947-09-10 | Gunnarsson, J.       | 1940-11-25--1947-09-10 | Gunnarsson, J.    |                                                                             |
| 1947-09-12--1948-03-24 | Dahlbäck, Halvard    | 1947-09-12--1948-03-24 | Dahlbäck, Halvard | Tituleras endast ansvarig utgivare i redaktionsrutan 1947-10-27--1948-03-24 |
| 1948-03-27--1948-09-29 | Wahlin, E.           | 1947-10-27--1948-12-22 | Weizer, Fred.     | politisk redaktör                                                           |
| 1948-10-01--1949-03-30 | Weizer, Fred.        | 1948-03-27--1948-09-29 | Wahlin, E.        | Tituleras endast ansvarig utgivare i redaktionsrutan                        |
| 1949-04-01--1949-05-02 | Mohlin, Karl Åke t f | 1948-12-23--1949-05-02 | Mohlin, Karl Åke  |                                                                             |
| 1949-05-04--1956-12-31 | Blomberg, Fritiof    | 1949-05-04--1956-12-31 | Blomberg, Fritiof |                                                                             |

## Tryckningen
Skeninge boktryckeri  stod 1930 till oktober 1947 för tryckningen. Då tog Motalapostens tryckeri i Motala över till 3 december 1948 innan Skeninge Boktryckeri tog över till nedläggningen. Förlag hette 22 december 1951 till nedläggningen 1956 Folkungabygdens tidningsaktiebolag i Skänninge. Endast svart färg användes på tidningen stora satsytor 58 x 42 cm  eller minst 49 x 30 cm. Tidningens fyra till åtta sidor tre gånger i veckan kostade bara 6 kronor i prenumeration 1930.Priset för en prenumeration steg måttligt till 10 kronor 1943 och 20 kronor 1956. Upplaga  var 1941 2000 och sjönk sedan på 1950-talet till 800 exemplar 1954 och bara  600 1956.